# قول‌لار، قوسار
قول‌لار (به ترکی آذربایجانی: Qullar) یک منطقه مسکونی در جمهوری آذربایجان است که در شهرستان قوسار واقع شده است. قول‌لار ۳۱۳ نفر جمعیت دارد.